# XII. sjezd Komunistické strany Číny
XII. sjezd Komunistické strany Číny (čínsky pchin-jinem Zhōngguó Gòngchǎndǎng dìshí'èrcì quánguódàibiǎodàhuì, znaky zjednodušené 中国共产党第十二次全国代表大会) proběhl v Pekingu ve dnech 1. – 11. září 1982. Sjezdu se zúčastnilo 1600 delegátů s hlasem rozhodujícím a 149 s hlasem poradním zastupujících 39 milionů členů Komunistické strany Číny.
Teng Siao-pching vystoupil s úvodním programovým projevem o vybudování socialismu s čínskými rysy. Politickou zprávu ústředního výboru přednesl Chu Jao-pang, o vyměně pokolení ve vedení strany promluvili Jie Ťien-jing a Čchen Jün. Sjezd za dlouhodobý cíl strany přijal politiku rozvoje a modernizace ekonomiky, především průmyslu, zemědělství, obrany a vědy a techniky, takzvané „čtyři modernizace“. Byly přijaty nové stanovy strany, v nichž zrušil funkci předsedy a místopředsedů ÚV, nejvyšším stranickým představitelem určil generálního tajemníka ÚV, potvrdil existenci ústřední komise pro kontrolu disciplíny zřízené roku 1978 a zřídil ústřední poradní komisi.
Sjezd zvolil 12. ústřední výbor o 210 členech a 138 kandidátech, ústřední komisi pro kontrolu disciplíny o 132 členech a ústřední poradní komisi o 172 členech. Ústřední výbor poté zvolil 12. politbyro o pětadvaceti členech a třech kandidátech a 12. sekretariát o deseti členech a dvou kandidátech. K běžnému řízení strany vybral ze členů politbyra šestičlenný stálý výbor (generální tajemník Chu Jao-pang, vedl i sekretariát, Jie Ťien-jing, Teng Siao-pching, Čao C’-jang, Li Sien-nien a Čchen Jün). Dalšími členy politbyra byli zvoleni Wan Li, Si Čung-sün, Wang Čen, Wej Kuo-čching, Ulanfu, Fang I, Teng Jing-čchao, Li Te-šeng, Jang Šang-kchun, Jang Te-č’, Jü Čchiou-li, Sung Žen-čchiung, Čang Tching-fa, Chu Čchiao-mu, Nie Žung-čen, Ni Č’-fu, Sü Siang-čchien, Pcheng Čen a Liao Čcheng-č’. Kandidáty pak Jao I-lin, Čchin Ťi-wej a Čchen Mu-chua. Prvním tajemníkem disciplinární komise se stal Čchen Jün, předsedou poradní komise i předsedou ústřední vojenské komise Teng Siao-pching.